# Xã Pleasant, Quận Hanson, Nam Dakota
Xã Pleasant (tiếng Anh: Pleasant Township) là một xã thuộc quận Hanson, tiểu bang Nam Dakota, Hoa Kỳ. Năm 2010, dân số của xã này là 134 người.